# Australothelais densepunctata
Australothelais densepunctata là một loài bọ cánh cứng trong họ Cerambycidae.